# Yli-Ii
Yli-Ii (Överijo od Över-Ijo in svedese) è stato un comune finlandese, avente 2149 abitanti al momento della soppressione della municipalità a fine 2012, situato nella regione dell'Ostrobotnia Settentrionale. Dal 1º gennaio 2013 è stato inglobato nella città di Oulu.